# Hamdi Akujobi
Hamdi Akujobi, né le 20 janvier 2000 à Rotterdam aux Pays-Bas, est un footballeur néerlandais qui évolue au poste d'arrière droit à Almere City.

## Biographie

### SC Heerenveen
Né à Rotterdam aux Pays-Bas, Hamdi Akujobi est notamment formé par deux clubs de sa ville natale, le Feyenoord Rotterdam et le  Spartaan '20 avant de rejoindre en 2018 le SC Heerenveen, où il poursuit sa formation. En avril 2019, il signe son premier contrat professionnel avec le club, d'une durée de trois ans.
Il joue son premier match en professionnel avec ce club le 4 août 2019, lors de la première journée de la saison 2019-2020 d'Eredivisie, l'élite du football néerlandais, face au Heracles Almelo. Il entre en jeu à la place de Ben Rienstra et son équipe l'emporte par quatre buts à zéro.

### Almere City
Le 9 juillet 2022 Hamdi Akujobi rejoint librement Almere City, signant un contrat de deux ans, soit jusqu'en juin 2024, avec une année supplémentaire en option.
Il participe à la montée historique du club en première division à l'issue de la saison 2022-2023, Almere City sortant vainqueur des barrages de promotion face au FC Emmen le 11 juin 2023 et accédant ainsi à la première division pour la première fois de son histoire.
Akujobi retrouve alors l'Eredivisie, l'élite du football néerlandais, le 13 août 2023, lors de la première journée de la saison 2023-2024, face au FC Twente. Il est titularisé et son équipe est battue par quatre buts à un.